# Edward-VIII-Bucht
Die Edward-VIII-Bucht ist eine Bucht zwischen dem Edward-VIII-Plateau und der Inselgruppe Øygarden an der Küste des ostantarktischen Kemplands.
Entdeckt wurde sie im Februar 1936 im Rahmen der britischen Discovery Investigations von der Besatzung des Forschungsschiffs RRS William Scoresby. Benannt ist sie nach dem britischen Monarchen Edward VIII.